# Elinard de Bures
 (janvier 2015).
Elinard de Bures est un noble croisé du royaume de Jérusalem.
La seule certitude concernant sa famille est qu'il est un neveu de Guillaume Ier de Bures, prince de Galilée et de Tibérias à qui il succéda. On sait aussi qu'il avait trois frères et une sœur :
- Guillaume II de Bures, prince de Galilée et de Tibérias après Elinard,
- Ralph d'Yssy,
- Simon,
- Echive, princesse de Galilée et de Tibérias après Guillaume II, et qui se mariera à Gautier de Saint-Omer, puis à Raymond III de Tripoli,
- Agnès, mariée à Géraud Grenier comte de Sidon.

Sachant que ce Guillaume de Bures n'avait qu'un seul frère connu et nommé Godefroy de Bures, tué en 1119 lors d'un raid en terre musulmane, on suppose qu'Elinard de Bures et ses frères et sœurs étaient fils de ce Godefroy.
Il épousa Ermengarde d'Ibelin (morte entre 1160 et 1167), fille de Barisan d'Ibelin, mais il n'en eut pas d'enfant.